# Divisió de Sagaing
La divisió de Sagaing és una divisió o província de Birmània situada al nord del país i a l'oest dels estats Kachin i Shan. Té a l'oest territori de l'Índia (Nagaland i Manipur) i l'estat Xin. Té una superfície 94.625 km² i una població de 5.488.000 d'habitants (estimació del 2000). La seva capital és Sagaing.

## Administració
Està dividit en 8 districtes:
- Hkamti
- Katha
- Kalemyo
- Monywa
- Mawlaik
- Sagaing
- Shwebo
- Tamu

## Història
Va passar als britànics al final de la tercera guerra anglo-birmana. Sota domini britànic va quedar inclosa dins l'Alta Birmània i formaven la divisió quatre districtes:
- Districte d'Upper Chindwin (Alt Chindwin)
- Districte de Lower Chindwin (Baix Chindwin)
- Districte de Sagaing
- Districte de Shwebo

Al nord tenia la vall de Hukawng, sense administració fins al segle xx. La població era de 821.769 el 1891 i de 1.00.483 el 1901, sense incloure dos estats Shan administrats dins d'Upper Chindwin. El nombre de pobles era de 4.864 i el de ciutats de 4: Sagaing (9.643 habitants), Shwebo (9.626), Monywa i Kindat. La capital era a Sagaing. La majoria de la població eren birmans (92%) i la resta xans (7%) i tots eren budistes amb només 3.773 cristians i 2.289 animistes (tots xins)

## Ciutats a Sagaing
- Kathar
- Shwebo